# Біляни (Брянська область)
Біляни  (рос. Беляны) — присілок у Суразькому районі Брянської області Російської Федерації. Належить до українського історичного та етнічного краю Стародубщини.
Входить до складу муніципального утворення Овчинське сільське поселення. Населення відсутнє(2013).

## Географія
Населений пункт розташований на відстані 15 км від районного центру Суража, 142 км від обласного центру міста Брянська та 463 км від столиці Росії — Москви.
Присілок розташований за 6 кілометрів від Душатина, неподалік від кордону з Білоруссю.

## Історія
Вперше згадується з середини 18 століття як володіння українського дворянського роду Гудовичів. Присілок козачого населення не мав. До 1781 року входив до Мглинської сотні Стародубського полку Гетьманщини.
Згадується у «Відомості, у яких саме містах або містечках, які перебувають в межах Новгородської-Сіверської губернії, існували земські і підкоморні суди…» від 1797 року.
Присілок Біляни згадується у «Описі старої Малоросії» А. М. Лазаревського від 1888 року. Згідно з цим документом, у 1781 році на присілку було 23 хати і 21 двір.
Напередодні Українських національно-визвольних змагань, згідно з адміністративним поділом 1916 року — хутір Чернігівської губернії, Суразького повіту, Душатинської волості.
У 1918 році, згідно з Берестейським миром, належало до Української Народної Республіки та Української Держави Скоропадського.
У 1919 році селище було приєднане до Гомельської губернії, підпорядкове Суразькому повіту.
Згідно із Списком населених місць Брянської губернії за 1928 рік, «Біляни — присілок, Брянська губернія, Клінцовський повіт Суразька волость, Білянська сільрада. Число господарств — 109. Переважна народність — росіяни».
У 1929-1937 року належало до Західної області РСФСР. Адміністративно підпорядковувалося Клинцівській окрузі, Суразькому району, Білянській сільраді.
З 1919 до 1930-их років були центром окремої сільради.
У 1937-1944 роках належало до Орловської області, відтак відійшло до новоутвореної Брянської області, Душатинської сільради.
У середині 20 століття присілок зазнав колективізації. У Білянах було створено колгосп «Світанок» («Заря»).

## Населення
Згідно з останнім переписом населення 2010 року в Білянах не було постійного населення. Населення за даними перепису 1926 року — чоловічої статі 266, жіночої статі 305, всього — 571 особа.
У минулому чисельність мешканців була такою:
| Роки      | 1797 | 1866 | 1892 | 1902 | 1926 | 2010 |
| --------- | ---- | ---- | ---- | ---- | ---- | ---- |
| Населення | 114  | 457  | 123  | 592  | 571  | 0    |

## Освіта
Ще перед Першою світовою війною у присілку діяла школа грамоти. Заснована у 1895 році.
Учителював П. Нахімов, домашньої освіти.
Будівля школи винаймалася, на утримання школи зі скарбниці виділялося 16 рублів, від громади було зібрано 20 рублів.